# 정관용 라이브
《정관용 라이브》는 JTBC의 낮 시사 프로그램이었다.

## 그 외 JTBC 뉴스 프로그램
- JTBC 뉴스 아침&
- JTBC 뉴스 이브닝
- JTBC 뉴스 9
- JTBC 스포츠뉴스
- JTBC 주말 낮 뉴스
- JTBC 주말뉴스